# Copmanthorpe
Copmanthorpe – wieś w Anglii, w hrabstwie ceremonialnym North Yorkshire, w dystrykcie (unitary authority) York. Leży 6 km na południowy zachód od miasta York i 276 km na północ od Londynu. Miejscowość liczy 4262 mieszkańców.